# Ovacık, Nazilli
Ovacık là một xã thuộc huyện Nazilli, tỉnh Aydın, Thổ Nhĩ Kỳ. Dân số thời điểm năm 2010 là 744 người.